# Deinacanthon
Deinacanthon, monotipski biljni rod trajnica iz porodice tamjanikovki. Jedina vrsta je D. urbanianum iz Paragvaja i Argentine (Salta, Cordoba, Chaco, La Rioja, San Luis).
Raste po suhim otvorenim šumama do stjenovitih vrhova, na nadmorskim visinama od 500 – 850 m.

## Sinonimi
- Bromelia urbaniana (Mez) L.B.Sm. in Phytologia 15: 174 (1967)
- Rhodostachys urbaniana Mez in C.F.P.von Martius & auct. suc. (eds.), Fl. Bras. 3(3): 182 (1891)